# Esta ausencia
" Esta ausencia " es el octavo sencillo oficial de David Bisbal y el quinto sencillo de su segundo álbum de estudio del mismo nombre . El sencillo fue lanzado en España a principios de 2003. El cantante ha interpretado en varios conciertos y álbumes en vivo.

## Formatos y listados de pistas
- CD sencillo[4]

1. "Esta ausencia"

- CD sencillo - Francia

1. "Esta ausencia"
2. "Esta ausencia" (Radio Version Remix)

- Descarga digital – versión en vivo

1. "Esta ausencia (En Vivo)" - 4:10

## Créditos y personal
Publicación
- Copyright fonográfico (p) – Vale Music Spain SL
- Copyright (c) – Vale Music España SL
- Compañía discográfica – Vale Music Spain SL
- Producida para – Producciones Santander
- Masterizado en – Metropolis Mastering
- Publicado por – Kike Santander Music, LLC
- Publicado por – Santander Melodies, LLC
- Publicado por – Famous Music Corporation

Personal
- David Bisbal – voz
- Gustavo Santander - composición
- Kike Santander – composición, producción, arreglo, arreglo de cuerdas, arreglo de vientos
- Daniel Betancourt – producción, arreglo, arreglo de cuerdas, programación de teclados
- Milton Salcedo – arreglo de cuerdas
- Camilo Valencia – Arreglo de viento
- José Gaviria – coros,
- Rafa Vergara – coros, coros flamencos
- Robin Espejo - coros
- Vicky Echeverry – coros
- Paco Fonta – coros flamencos, palmas
- Virginia Moreno – coros flamencos, coros, palmas
- Konstantin Litvinenko – Violonchelo
- Francesc Freixes – diseño gráfico
- Kike Santander – dirección
- Rayito - guitarra flamenca, palmas
- Academia de Artistas – gestión
- Tony Cousins – masterización
- Richard Bravo – percusión
- Rubendario – fotografía
- Víctor Moscardó – fotografía
- Milton Salcedo – piano
- Ed Calle - saxofón tenor, saxofón barítono
- Dana Teboe – trombón
- Jason Carder - trompeta
- Luis Aquino – trompeta
- Pedro Alfonso – violín, viola

## Listas
| Lista (2004)               | Mejor posición |
| -------------------------- | -------------- |
| 1                          | 3              |
| Argentina (Monitor Latino) | 11             |
| 11                         | 7              |
| World Latin Top Singles    | 19             |